# Littérature du VIe siècle
Littérature du IVe siècle - Littérature du Ve siècle - Littérature du VIe siècle - Littérature du VIIe siècle - Littérature du VIIIe siècle

## Événements
- Vers 500 : en Chine, l'écrivain Liu Xie entre au service des Liang. Il écrit Wenxin diaolong (« Le Cœur de la littérature et la Sculpture des dragons »), traité de critique littéraire chinois[1].
- 525 : Priscien de Césarée dirige une école latine publique renommée à Constantinople. Il rédige une grammaire en latin (Institutiones Grammaticae). Elle devient une référence pour l’enseignement de la grammaire dans les écoles médiévales[2].
- Vers 541-554  : séjour de Cassiodore à Constantinople. Après 554, retiré de la vie publique et en exil à Constantinople, il fonde le cloître de Vivarium sur ses terres du Bruttium, dans le but d’y traduire et d’y préserver les manuscrits de l’ère chrétienne[3]. Il constitue une importante bibliothèque et introduit la copie systématique par les moines.
- Vers 534-599 : vie du poète gallois Taliesin ; vers le milieu du siècle, il est le barde du roi du Powys Brochfael, de son successeur Cynan Garwyn et enfin du roi de Rheged (actuel Cumberland) Urien et de son fils Owain mab Urien. Une douzaine de poèmes du Livre de Taliesin lui sont attribués[4].
- Vers 565 : Venantius Fortunatus (Venance Fortunat), grammairien et rhéteur, se rend de Ravenne à la cour de Sigebert à Metz en Austrasie. Il fréquente d’autres grands personnages, dont Radegonde. Il finira évêque de Poitiers[5].

- 593 : en Chine, on imprime des ouvrages au moyen de plaques gravées sur bois[6].

## Œuvres majeures
- Vers 498-518 : rédaction de l’Histoire nouvelle par Zosime, consacrée aux derniers siècles de l'Empire romain en six livres[7].
- 507 : le penseur chinois Fan Zhen (en) (450-515) écrit De la destructibilité de l'esprit (Shen mie lun), traité qui refuse la métempsycose[8].
- Vers 510 : Shuijingzhu (en), ou Commentaire du classique des eaux, ouvrage écrit en Chine par Li Daoyuan (en)[9].
- Vers 515 : Chusanzang jiji, catalogue des traductions bouddhiques en chinois, de Sengyou[9].
- Vers 519 : l'écrivain latin Cassiodore publie une Chronique depuis les origines du monde jusqu'en 519, commencée par Jérôme de Stridon[10].

- 524 : le philosophe et aristocrate romain  Boèce, accusé de conspiration contre l'État et de magie est emprisonné à Pavie sur ordre de Théodoric le Grand. Condamné à mort, il rédige dans son cachot Consolation de Philosophie[11].

- 540-547 : La Ruine de la Bretagne, du moine britannique Gildas. Il témoigne de l’arrivée des Saxons (adventus saxonum)[12].
- 550 : Histoire secrète de Justinien de Procope de Césarée, publiée après 565[13].
- 551 : l'historien Jordanès rédige l’origine et les hauts-faits des Goths, ou Getica[14].
- 554 : l'historien Procope termine ses Guerres, récit des conquêtes de Justinien[13].

- Vers 566 : Victor de Tunnuna achève une chronique universelle dont il ne reste que la partie des années de 444 à 566[15].

- 586 : réalisation des Évangiles de Rabula, manuscrit enluminé rédigé en syriaque au monastère de Saint-Jean-de-Zagba, en Syrie[16].
- Vers 587-590 : Grégoire de Tours écrit les traités À la gloire des martyrs (587-590) et À la gloire des confesseurs (590)[17].

- Vers 590 : l’écrivain Jean de Biclar rédige une chronique des années 567 à 590, suite de celle de Victor de Tunnuna[18].

- Réalisation des Évangéliaires de Garima, deux manuscrits enluminés, traduction des Évangiles en guèze par des érudits éthiopiens[19].
- Date probable de la compilation de l’Anthologie latine, en Afrique romaine sous la domination vandale, dont les poèmes de Luxorius, recensés dans le Codex Salmasianus[20].
- Rédaction de la version de la Gémara écrite en Mésopotamie, formant avec la Mishna le Talmud de Babylone[21].
- Poésie en Irlande transcrivant les épopées traditionnelles celtiques[22].

## Naissances
- 540, pape Grégoire Ier, Docteur de l’Église, théologien.
- entre 560 et 570, Isidore de Séville, évêque de Séville et théologien.

## Décès
- février 525 à Vienne, Avit de Vienne, archevêque de Vienne, théologien et poète gallo-romain.
- après 538 à Alexandrie, Damascios le Diadoque, philosophe syrien.
- après 565, Olympiodore le Jeune, philosophe grec.
- après 520, Zosime.